# Nina Derwael
Nina Derwael (ur. 26 marca 2000 w Sint-Truiden) – belgijska gimnastyczka, złota medalistka igrzysk olimpijskich (2020), dwukrotna mistrzyni świata (2018, 2019), trzykrotna mistrzyni Europy (2017, 2018, 2025) na poręczach. Mistrzyni Europy (2025) na równoważni.
Została pierwszą reprezentantką Belgii w gimnastyce, która zdobyła złoty medal na mistrzostwach Europy, co uczyniła podczas rozgrywanego w 2017 roku europejskiego czempionatu w Klużu-Napoce, później okazała się pierwszą Belgijką, która wywalczyła medal mistrzostw globu. Została także pierwszą belgijską gimnastyczką, która zdobyła złoty medal olimpijski.
15 lipca 2025 roku Derwael ogłosiła zakończenie kariery sportowej, argumentując, że nie chce już poddawać swojego ciała ogromnej i długotrwałej presji treningów na najwyższym poziomie.

## Dzieciństwo
Nina Derwael urodziła się 26 marca 2000 roku w Sint-Truiden. Zaczęła trenować gimnastykę artystyczną w wieku dwóch lat, mimo obowiązującej w klubie zasady, że dzieci powinny zacząć treningi dopiero od trzeciego roku życia. W wieku jedenastu lat przeprowadziła się do Gandawy.

## Igrzyska olimpijskie
W 2016 roku wystąpiła na igrzyskach olimpijskich w Rio de Janeiro. W finale wieloboju indywidualnego zajęła 19. pozycję, w pozostałych konkurencjach nie zdołała awansować do finałów. W zawodach drużynowych zajęła 12. miejsce.
W 2021 roku wystąpiła na igrzyskach olimpijskich w Tokio, tam osiągnęła swój największy sukces, zdobywając złoty medal w ćwiczeniach na poręczach asymetrycznych. Kolejne lata Derwael okupiła kontuzjami, mimo to udało jej się zakwalifikować na igrzyska olimpijskie w Paryżu, na których zajęła 4. miejsce.
| Igrzyska | Miejsce        | Konkurencja                           | Kwalifikacje | Kwalifikacje | Finał  | Finał   |
| Igrzyska | Miejsce        | Konkurencja                           | Punkty       | Pozycja      | Punkty | Pozycja |
| -------- | -------------- | ------------------------------------- | ------------ | ------------ | ------ | ------- |
| IO 2016  | Rio de Janeiro | Wielobój indywidualny                 | 56,532       | 21. Q        | 56,299 | 19.     |
| IO 2016  | Rio de Janeiro | Ćwiczenia na poręczach asymetrycznych | 15,133       | 12.          | NQ     | NQ      |
| IO 2016  | Rio de Janeiro | Ćwiczenia na równoważni               | 13,966       | 28.          | NQ     | NQ      |
| IO 2016  | Rio de Janeiro | Ćwiczenia wolne                       | 13,533       | 39.          | NQ     | NQ      |
| IO 2016  | Rio de Janeiro | Skoki                                 | 167,838      | 12.          | NQ     | NQ      |
| IO 2020  | Tokio          | Wielobój indywidualny                 | 56,598       | 7. Q         | 55,965 | 6.      |
| IO 2020  | Tokio          | Ćwiczenia na poręczach asymetrycznych | 15.366       | 1. Q         | 15.200 | 1.      |
| IO 2020  | Tokio          | Ćwiczenia na równoważni               | 13.766       | 15.          | NQ     | NQ      |
| IO 2020  | Tokio          | Ćwiczenia wolne                       | 13.566       | 12.          | NQ     | NQ      |
| IO 2024  | Paryż          | Ćwiczenia na poręczach asymetrycznych | 14.733       | 4. Q         | 14.766 | 4.      |
| IO 2024  | Paryż          | Ćwiczenia na równoważni               | 12.766       | 43.          | NQ     | NQ      |

Źródło: 